# Glacier Midgard
Pour un article plus général, voir Sermilik (sud-est du Groenland).
Le glacier Midgard (en danois : Midgårdsgletscher) est un glacier de l'est de l'inlandsis du Groenland.
Ce glacier doit son nom à Midgard, l'un des neuf mondes de la mythologie nordique.